# اگنس بونفانتینی
اگنس بونفانتینی (انگلیسی: Agnese Bonfantini؛ زادهٔ ۴ ژوئیهٔ ۱۹۹۹) بازیکن فوتبال اهل ایتالیا است.
او همچنین در تیم‌های ملی فوتبال زنان ایتالیا بازی کرده‌است.